# L’Hôtel

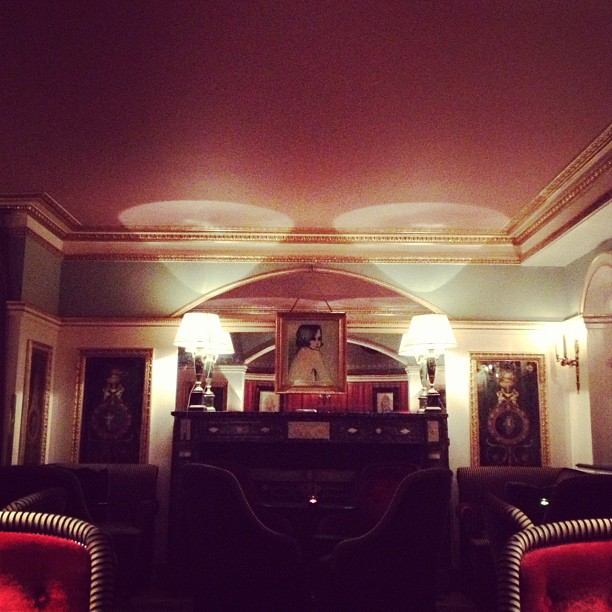
Hotelbar

L'Hôtel (dt.: „Das Hotel“) ist ein Designerhotel der gehobenen Kategorie in Paris, der Hauptstadt Frankreichs. Früher hieß es Hotel d'Alsace. Das Hotel wurde als letzte Adresse von Oscar Wilde, der dort verstarb, bekannt. Später war es ständiger Wohnsitz von Mistinguett, die ihr bis heute nahezu unverändert erhaltenes Zimmer nach eigenem Geschmack einrichtete. Die Popularität des Hauses wuchs durch Aufenthalte von Mata Hari, der Schauspieler Katharine Hepburn und Johnny Depp sowie des argentinischen Autors Jorge Luis Borges.
Das Hotel befindet sich in der Rue des Beaux-Arts 13 im Viertel Saint-Germain-des-Prés im 6. Arrondissement. Das Haus galt in den 1960er Jahren als beliebter Aufenthaltsort der Pariser Society. 
Das heutige, vom Designer Jacques Garcia gestaltete Hotel hat 20 individuell eingerichtete Zimmer, zum Teil noch so wie zur Zeit der berühmten Gäste wie Mistinguett oder Mata Hari. Ein Raum ist Oscar Wilde gewidmet, sein Sterbezimmer existiert nicht mehr. Das Haus ist Mitglied im kleinen Hotelverbund A Curious Group of Hotels (ACGH). Das hoteleigene Le Restaurant wurde im Jahr 2011 mit einem Michelin-Stern ausgezeichnet. Von dem US-amerikanischen Mode- und Lifestyle-Magazin Harper’s Bazaar erhielt das Hotel 2008 die Auszeichnung als Best Urban Hotel in World.